# Claudio Corti (Bergsteiger)
Claudio Corti (* 18. Juli 1928 in Olginate; † 3. Februar 2010 ebenda) war ein italienischer Bergsteiger.

## Karriere
Corti gelang 1953 mit Carlo Mauri die Erstbegehung der Südostwand des Piz Cengalo sowie mit Giulio Fiorelli und Carlo Mauri die Erstbegehung der Nordostwand des Pizzi Gemelli.
Ebenfalls 1953 gelang ihm die Erstbegehung einer neuen Route (600 m, VI, A3) an der Piz-Badile-Nordostwand. Sein Kletterpartner Felice Battaglia war zuvor nach einem Blitzschlag tödlich abgestürzt, worauf Corti alleine den Gipfel erreichte und die Route nach Battaglia benannte.
1954 gelang ihm mit Cesare Giudici die Erstbegehung der Nordostwand des Picco Luigi Amedeo, sowie mit Arnaldo Tizzoni die erste Wiederholung der Stenico-Route am Campanile Basso. 1955 folgte seine Erstbegehung der Westwand des Pizzo Torrone Occidentale mit Mario Colombo.
1956 unternahm er zwei Erstwiederholungsversuche des Bonattipfeilers an der Petit Dru. Nachdem sie beim ersten Versuch wegen Schlechtwetters abbrechen mussten, wurde beim zweiten Versuch sein Seilpartner Annibale Zucchi durch Steinschlag schwer verletzt. Corti brachte diesen anschließend ins Tal zurück.
1968 gelang ihm mit Pavel Pochylý und Jiří Zrůst die erste Wiederholung der Lecchesi-Route in der Südostwand des Grand Capucin. 1969 folgte die Erstbegehung der Südostwand des Scudo Tremare mit Claudio Gilardi. Mit diesem bestritt er 1971 auch die Erstbegehung der Cima-Scingino-Südwand, sowie 1972 die Erstbegehung der Route Via Guido Cenini (300 m, V+) in der Punta-Medaccio-Südostwand und die Erstbegehung der Route Via Vera (350 m, V+, A2) in der Piz Badile-Südostwand. Ebenfalls 1972, eröffnete er mit Aldo Anghileri die Route Via del Caminetto (220 m, V+, A2) am Pala del Cammello.
Er war Teilnehmer der Casimiro Ferrari Expedition nach Patagonien, welcher 1974 die erste anerkannte Besteigung des Cerro Torre gelang. Corti gehörte zwar nicht zum Gipfelteam, hatte jedoch erheblichen Anteil am erfolgreichen Vorankommen der Expedition.
Mit Claudio Gilardi eröffnete er 1974 noch eine neue Route am Pizzo della Pieve und wiederholte 1975 seine Route Via Felice Battaglia am Piz Badile mit Sergio Lanfranconi. Seine letzte Bergtour bestritt er 1975 mit Gilardi auf den Mount Kenya in Afrika.

## Tragödie in der Eiger-Nordwand
Am 3. August 1957 stieg Corti mit seinem Seilpartner Stefano Longhi in die Eiger-Nordwand ein. Sie bewegten sich östlich der Normalroute und bezogen ihr erstes Biwak noch im Wandvorbau. Am 4. August querten sie auf Höhe des Zerschrundenen Pfeilers in die Normalroute und biwakierten im Bereich des Schwierigen Risses. Am 5. August stiegen die beiden Deutschen Günter Nothdurft und Franz Mayer in die Wand ein, kamen schnell voran, und erreichten noch am selben Tag die Italiener am Hinterstoißer-Quergang. Am unteren Ende des Zweiten Eisfeldes bezogen die vier Kletterer ein gemeinsames Biwak.
Am 6. August stiegen die beiden Seilschaften getrennt weiter und erreichten an diesem Tag noch den Bereich des Todesbiwaks auf dem Bügeleisen, wo sie erneut biwakierten. Am 7. August verpassten die Kletterer die Normalroute und biwakierten im obersten Teil des Rampen-Eisfelds. Am 8. August bewegten sich die Kletterer etwa 150 Meter über dem in der Normalroute liegenden Götterquergang und versuchten über die Traverse zur Spinne zu gelangen, wobei sie von einem Wettersturz überrascht und zu einem weiteren Biwak gezwungen wurden. Das Dilemma wurde vom Tal aus von den Medien und zahlreichen Schaulustigen beobachtet.
Am 9. August kam Longhi in der Traverse als Seilletzter zu Sturz, wurde jedoch von den anderen drei Kletterern am Seil gehalten. Da sie ihn jedoch nicht hochziehen konnten, verblieb er am Seil gesichert auf einem Felsvorsprung unterhalb der Traverse. Corti, Mayer und Nothdurft stiegen daraufhin weiter, um nach dem Gipfelausstieg Hilfe zu holen. Vor den Ausstiegsrissen wurde Corti jedoch von Steinschlag getroffen und konnte nicht mehr weiter. Die Stelle trägt heute noch den Namen „Corti-Biwak“. Die Deutschen blieben vorerst noch bei ihm.
Am 10. August machten sich etwa 70 Alpinisten und Rettungskräfte aus fünf Nationen auf den Weg um zu helfen, darunter Ludwig Gramminger, Lionel Terray, Carlo Mauri und Riccardo Cassin. Mit Hilfe eines am Gipfelgrat verankerten Stahlseilgerätes konnten Helfer in die Wand abgelassen werden, die von Beobachtern von der Kleinen Scheidegg aus per Funkverbindung geführt wurden.
Am 11. August wurde der Münchner Alfred Hellepart abgeseilt, der den erschöpften Corti nach etwa 320 Metern entdeckte. Er nahm ihn in den Grammingersitz und wurde dann am Stahlseil hochgezogen. Diese Prozedur dauerte knapp zwei Stunden. Es war die bis dahin erste erfolgreiche Rettung aus der Eiger-Nordwand. Corti wurde dann auf einer Gebirgstrage über die Westflanke hinabtransportiert. Die beiden Deutschen waren jedoch nicht mehr auffindbar. Laut Corti hatten sie am Morgen das Biwak verlassen, um selbstständig den Gipfel zu erreichen und dabei ihre Ausrüstung für ihn zurückgelassen. Eine Bergung von Longhi scheiterte an diesem Tag aufgrund von Problemen am Sprechfunk und einem erneuten Wettersturz.
Am 12. August wurde weiter östlich am Gipfelgrat eine weitere Stahlseilverankerung angebracht, um auch Longhi zu erreichen. Es traf aber dann die Meldung ein, dass gemäß Beobachtung von der Kleinen Scheidegg und von einem Flächenflugzeug aus, Longhi die Nacht nicht überlebt hatte. Seine Leiche wurde erst am 9. Juli 1959 vom Schweizer Fritz Jaun aus der Wand geholt.
Corti musste sich in den Folgejahren viel Kritik und Anfeindungen gefallen lassen. Medienvertreter und einige Alpinisten wie Heinrich Harrer behaupteten, er trage die Schuld am Tod seines Freundes und habe womöglich auch mit dem Verschwinden der beiden Deutschen etwas zu tun. So wurde Claudio Corti gar unterstellt, er habe die beiden Deutschen die Wand hinabgestoßen, um sich seinerseits mit deren Material das Überleben zu sichern.
Am 22. September 1961 wurden schließlich weit abseits der Normalroute in der Westflanke zwei Leichen gefunden, die als die Deutschen Mayer und Nothdurft identifiziert wurden. Sie hatten den Aufstieg zum Gipfelbereich geschafft und waren dann beim Abstieg von einer Lawine getroffen worden. Sie dürften die aufsteigenden Rettungsmannschaften nur um Stunden verfehlt haben. Damit war Corti rehabilitiert und seine Aussagen bestätigt.

## Anderes Klettern
Die Eiger-Kontroverse überschattete in gewisser Weise den Rest von Cortis Bergsteigerkarriere. Corti kletterte ausgiebig in die Alpen, eröffnete als erster zwei neue Routen auf dem Piz Badile und wiederholte wichtige Routen frühzeitig. Während er den Gipfel nicht erreichte, spielte er eine wichtige Rolle bei der erfolgreichen Expedition des Ragni di Lecco 1973–74 zum Aufstieg auf die Westwand des Cerro Torre, ein Aufstieg, der von einigen als der erste echte Aufstieg des Torre angesehen wird.